# Ada Louise Huxtable
Ada Louise Huxtable (14 de marzo de 1921 - 7 de enero de 2013) fue una escritora y crítica de arquitectura que estableció el periodismo de arquitectura y diseño urbano en América del Norte y Estados Unidos generando una amplia conciencia pública sobre el entorno urbano.  En 1970, recibió el primer Premio Pulitzer de Crítica. El crítico de arquitectura Paul Goldberger, también ganador del Premio Pulitzer (1984) de crítica arquitectónica, dijo en 1996: "Antes de Ada Louise Huxtable, la arquitectura no formaba parte del diálogo público".

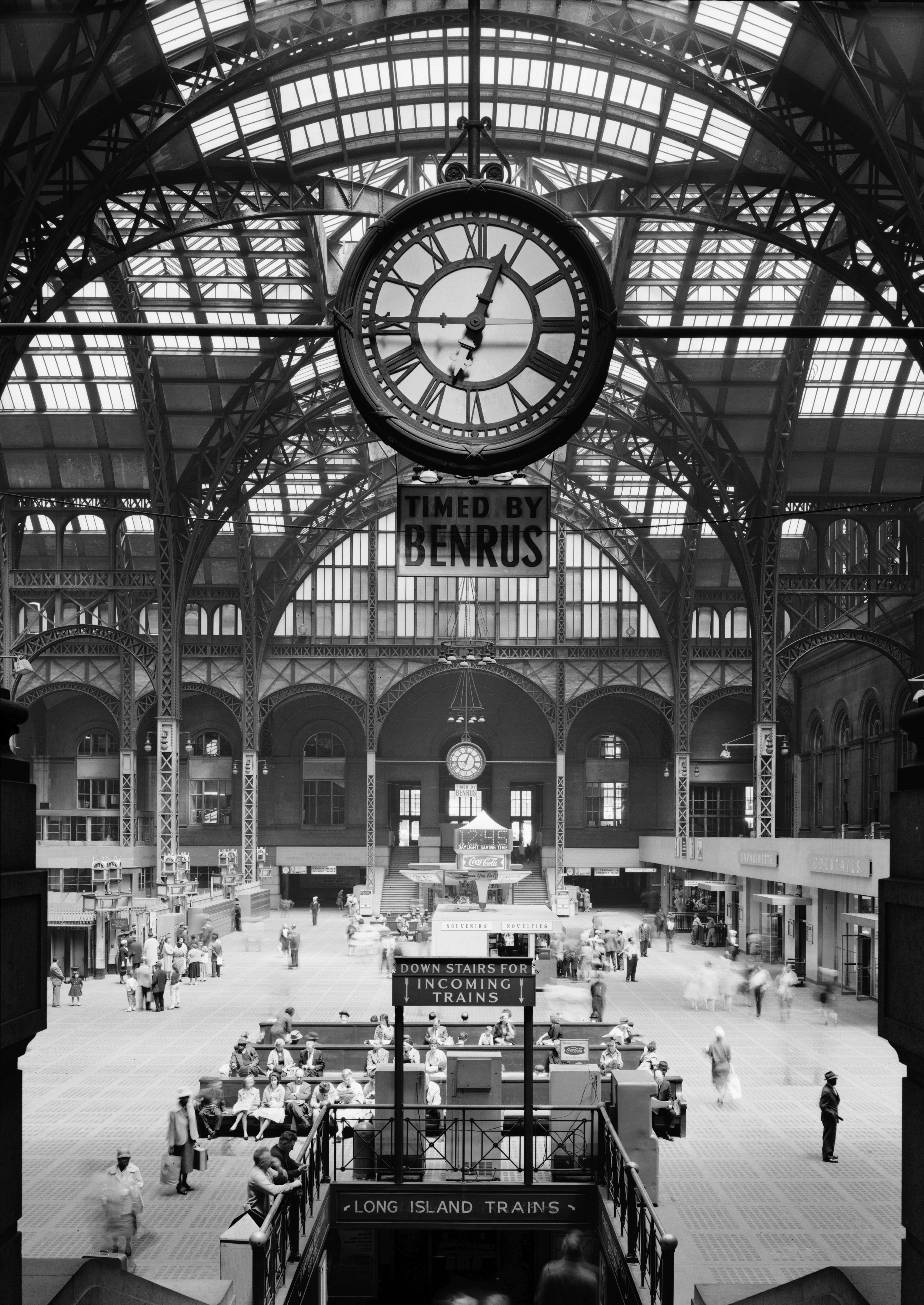
La explanada en 1962 de Penn Station, dos años antes de su demolición. "No es que Penn Station sea el Partenón, pero bien podría serlo porque nunca más podremos permitirnos una estructura de nueve acres de travertino, como tampoco podríamos construir una de oro macizo. Es un monumento al arte perdido de la construcción magnífica, dejando de lado otros valores", escribió Huxtable.

## Primeros años
Huxtable nació y murió en la ciudad de Nueva York. Fue a Hunter College en 1941 y luego estudió historia de la arquitectura en el Instituto de Bellas Artes de la Universidad de Nueva York. 
En 1942, se casó con el diseñador industrial L. Garth Huxtable y continuó sus estudios de posgrado en la Universidad de Nueva York de 1942 a 1950. 

## Carrera
Se desempeñó como asistente curatorial de arquitectura y diseño en el Museo de Arte Moderno (MoMA) de Nueva York de 1946 a 1950. Dejó la institución dado que recibió una beca Fulbright, que le permitió viajar por Italia e investigar sobre arquitectura italiana. Luego, fue editora colaboradora de Progressive Architecture and Art in America de 1950 a 1963 antes de ser nombrada la primera crítica de arquitectura en The New York Times, cargo que ocupó de 1963 a 1982, y hasta apareció en su portada. De 1968 a 1971, su opinión pública tuvo tanto éxito que fue conmemorada en caricaturas. Recibió subvenciones de la Fundación Graham para una serie de proyectos, incluido el libro Will They Ever Finish Bruckner Boulevard? . 
También fue crítica de arquitectura para The Wall Street Journal, cargo que ocupó desde 1997 hasta 2012.El crítico de arquitectura Carter Wiseman escribió: "La insistencia de Huxtable en el rigor intelectual y los altos estándares de diseño la convirtieron en la conciencia de la comunidad arquitectónica nacional".
Escribió más de diez libros sobre arquitectura, incluida una biografía de 2004 de Frank Lloyd Wright para la serie Penguin Lives. Al mismo tiempo, fue una severa crítica de abordar el pasado de la ciudad, escribiendo en 1968:
No hay nada mejor que mantener la ciudad vieja donde pertenece. [Pero] por favor, caballeros, nada de carros tirados por caballos, nada de disfraces, nada de pelucas, nada de escenografías, nada de tiendas viejas y bonitas, nada de 'recreaciones' que nunca existieron, nada de la vieja y falsa Nueva York. . . . Eso es perversión, no preservación.
La biografía oral de Huxtable, escrita por Lynn Gilbert, está incluida en Particular Passions: Talk With Women Who Shaped Our Times.
Huxtable fue invitado a participar en numerosos jurados y comités. Se desempeñó como jurado del Premio Pritzker de Arquitectura y Preamium Imperiale de Japón. También fue miembro de los Comités de Selección Arquitectónica y Diseño de Edificios del Getty Center, Getty Villa.

## Archivo
En 2013, el Getty Research Institute anunció la adquisición del archivo Huxtable, que abarca desde 1921 hasta 2013, y que incluye manuscritos y mecanografiados, informes, correspondencia y documentos, así como archivos de investigación llenos de notas, recortes y, sobre todo, fotografías originales de arquitectura y diseño de fotógrafos contemporáneos.

## Publicaciones
- 1986, Goodbye History, Hello Hamburger: An Anthology of Architectural Delights and Disasters ISBN 9780891331193
- 1988, Architecture, Anyone? Cautionary Tales of the Building Art ISBN 9780394529097
- 1989, Kicked A Building Lately? ISBN 9780520062078 (first published in 1976)
- 1989, Will They Ever Finish Bruckner Boulevard?, a collection of material appearing in The New York Times .[10]
- 1993, The Tall Building Artistically Reconsidered, a history of the skyscraper ISBN 9780394537733.[10]
- 1999, The Unreal America: Architecture and Illusion ISBN 9781565840553
- 1999, On Architecture: Collected Reflections on a Century of Change ISBN 9780802717078
- 2008, Frank Lloyd Wright: A Life ISBN 9780143114291